# Gröpern 30 (Quedlinburg)

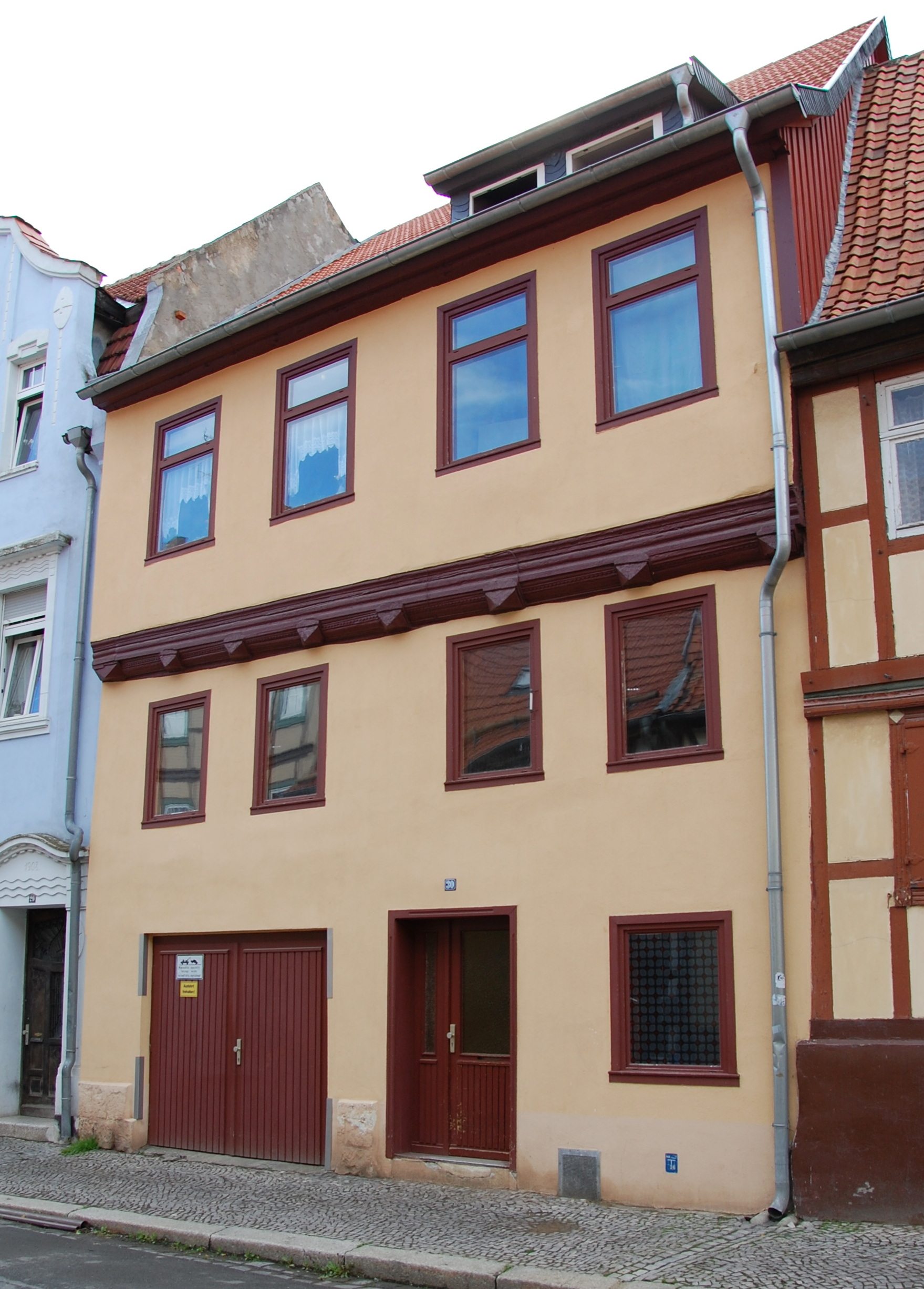
Haus Gröpern 30

Das Haus Gröpern 30 ist ein denkmalgeschütztes Gebäude in Quedlinburg in Sachsen-Anhalt.

## Lage
Das im Quedlinburger Denkmalverzeichnis als Wohnhaus eingetragene Gebäude befindet sich nördlichen der Quedlinburger Altstadt auf der Ostseite der Straße Gröpern. Es gehört zum UNESCO-Weltkulturerbe. Nördlich grenzt das gleichfalls denkmalgeschützte Haus Gröpern 29 an.

## Architektur und Geschichte
Das Fachwerkhaus entstand in der Zeit um 1680. Im unteren Stockwerk ist ein Zwischengeschoss eingefügt. Die reichhaltige Gestaltung der Fachwerkfassade ist durch eine Verputzung überdeckt. An der Stockschwelle finden sich Pyramidenbalkenköpfe. Darüber hinaus besteht ein Gurtgesims sowie Füllhölzer mit einem selten eingesetzten Blättchenfries.